# Ahuachapán
Ahuachapán est une municipalité et la capitale du département d'Ahuachapán au Salvador.

## Divisions administratives

### Cantons
La municipalité est divisée en 28 cantons : Ashapuco, Chancuyo, Chipilapa, Cuyanausul, El Anonal, El Roble, El Tigre, El Barro, Guayaltepec, La Coyotera, La Danta, La Montañita, Las Chinamas (Puesto Fronterizo), Llano de Doña María, Llano de La Laguna o El Espino, Loma de La Gloria, Los Huatales, Los Magueyes, Los Toles, Nejapa, Palo Pique, Río Frío, San Lázaro, San Ramón, Santa Cruz, Santa Rosa Acacalco, Suntecumat y Tacubita.

### Villes et villages de la municipalité
- Agua Shuca
- Ahuachapan
- Ashapuco
- Calapa
- Chancuyo
- Chipilapa
- Cuyanausul
- El Anonal
- El Barro
- El Espino
- El Jobo
- El Junquillo
- El Mojon
- El Roble
- El Saitillal
- El Tigre
- Guayaltepec
- Hacienda San Isidro
- Hacienda San Luis
- La Angostura
- La Coyotera
- La Danta
- La Guascota
- La Montanita
- Las Chinamas
- Llano de Dona Maria
- Llano de La Laguna
- Loma de La Gloria
- Los Horcones
- Los Huatales
- Los Magueyes
- Los Toles
- Palo Pique
- Rio Frio
- San Jose
- San Lazaro
- San Luis
- San Ramon
- San Raymundo
- Santa Cruz
- Santa Rita
- Santa Rosa Acacalco
- Suntecumat
- Tacubita